# Архиепархия Форталезы

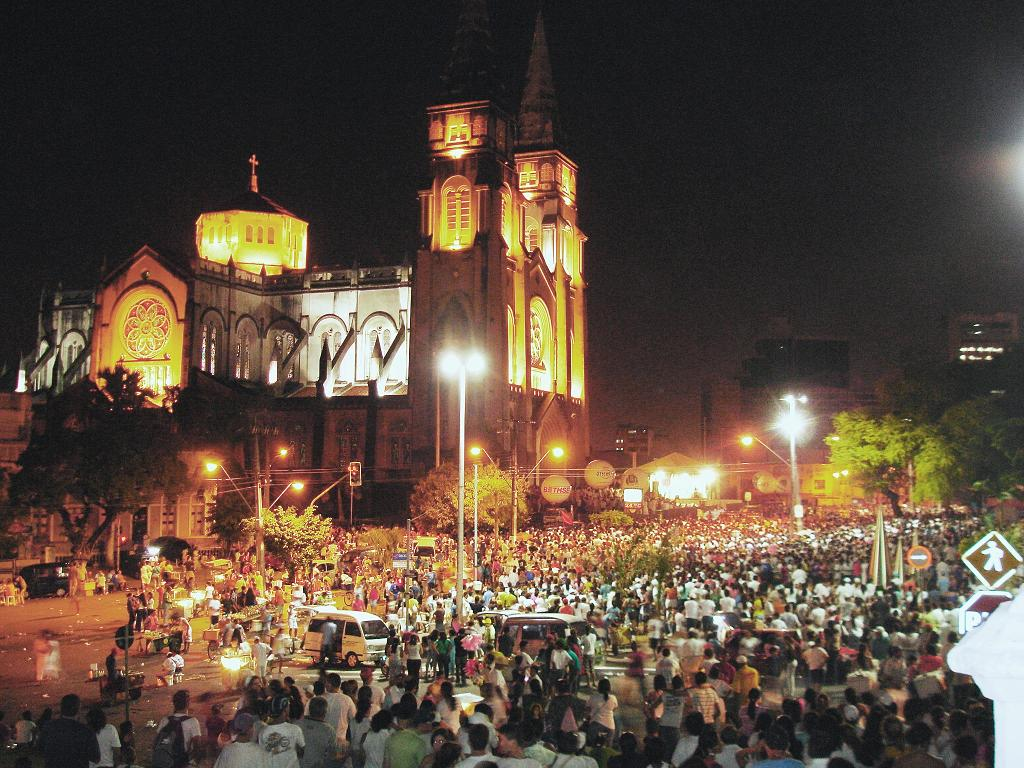
Собор Святого Иосифа, Форталеза, Бразилия

 Архиепархия Форталеза  (лат. Archidioecesis Fortalexiensis) — архиепархия Римско-Католической церкви с центром в городе Форталеза, Бразилия. В митрополию Форталезы входят епархии Игуату, Итапипоки, Кишады, Кратеуса, Крату, Лимуэйру-ду-Норти, Собрала, Тиангуа. Кафедральным собором архиепархии Форталезы является церковь святого Иосифа.

## История
6 июня 1854 года Римский папа Пий IX издал буллу «Pro animarum salute», которой учредил епархию Форталезы, выделив её из епархии Олинды. Первоначально епархия Форталезы входила в митрополию Сан-Салвадора-да-Баия.
10 ноября 1915 года Римский папа Бенедикт XV выпустил буллу «Catholicae Religionis Bonum», возведя её в ранг архиепархии.

## Ординарии архиепархии
- епископ Luiz Antônio dos Santos (1860—1881);
- епископ Joaquim José Vieira (1883—1912);
- епископ Manoel da Silva Gomes (1912—1915);
- архиепископ Manoel da Silva Gomes (1915—1941);
- архиепископ Antônio de Almeida Lustosa (1941—1963);
- архиепископ José de Medeiros Delgado (1963—1973);
- кардинал Алоизиу Лоршейдер (1973—1995);
- архиепископ Клаудиу Хуммес (1996—1998);
- архиепископ Жозе Антониу Апаресиду Този Маркеш (1999—2023);
- архиепископ Gregório (Leozírio) Ben Lâmed Paixão (Neto), O.S.B. (2023 — н. в.).

## Источник
- Annuario Pontificio,  Libreria Editrice Vaticana, Città del Vaticano, 2003, ISBN 88-209-7422-3